# انسان
اِنسان‌ها نام علمی: Homo sapiens، هومو ساپییِن، یعنی انسان خردمند) یا انسان‌های مدرن رایج‌ترین و گسترده‌ترین گونه از نخستی‌سانان و همچنین آخرین گونهٔ بازمانده از سردهٔ هومو هستند. آن‌ها کَپی‌های بزرگی هستنند که مشخصه‌شان شامل کم‌مویی، دوپایی، و هوش بالا می‌شود. انسان‌ها با مغز بزرگ می‌توانند مهارت‌های شناختی پیشرفته‌تری داشته باشند تا در محیط‌های متنوع رشد کنند و سازگار شوند، ابزارهای به‌شدت پیچیده به وجود بیاورند و تمدن‌ها و ساختارهای اجتماعی پیچیده‌ای را شکل دهند. انسان‌ها بسیار اجتماعی هستند، به طوری که هر یک از آن‌ها تمایل دارند به شبکهٔ چندلایه‌ای از گروه‌های اجتماعی متمایز — از خانواده‌ها و گروه‌های همتایان گرفته تا کورپوریشن‌ها و دولت‌ها — تعلق داشته باشند. بدین ترتیب، تعاملات اجتماعی میان انسان‌ها طیف گسترده‌ای از ارزش‌ها، هنجارهای اجتماعی، زبان‌ها و سنت‌ها (که در مجموع آن را نهاد می‌نامند) ایجاد کرده است و هر یک از آن‌ها جامعه انسانی را تحکیم می‌سازد. انسان‌ها همچنین به‌شدت کنجکاو هستند: میل و علاقه به درک و تأثیرگذاری بر پدیده‌ها، باعث برانگیخته‌شدن آن‌ها به‌منظور گسترش علم، فناوری، فلسفه، اساطیر، دین و سایر چارچوب‌های دانش شده است. همچنین خود انسان‌ها چنین حیطه‌هایی مانند انسان‌شناسی، علوم اجتماعی، تاریخ، روان‌شناسی و پزشکی را مطالعه می‌کنند. تا آوریل ۲۰۲۴ تخمین زده می‌شود که بیش از ۸ میلیارد انسان زنده وجود داشته باشد.
انسان‌ها برای بخش عمده‌ای از تاریخچه‌شان، شکارچی-گردآورندهٔ کوچ‌نشین بودند. انسان‌ها از حدود ۱۶۰٫۰۰۰ تا ۶۰٫۰۰۰ سال پیش شروع به آشکارسازی مدرنیته رفتاری کردند. انقلاب نوسنگی که حدود ۱۳٫۰۰۰ سال پیش در جنوب غربی آسیا (و به‌صورت جداگانه در چند مکان دیگر) آغاز شد، شاهد ظهور کشاورزی و سکونتگاه انسانی دائمی بود. سپس این روند به پیشرفت تمدن منجر شد و آغازکنندهٔ دوره‌ای از رشد جمعیت مداوم (و در جریان) و دگرگونی‌های سریعِ فناوری بوده است. از آن زمان، تعدادی از تمدن‌ها ظهور و سقوط کرده‌اند، در حالی که تعدادی از پیشرفت‌های اجتماعی-فرهنگی و فناورانه منجر به دگرگونی‌های چشمگیری در سبک زندگی بشریت شده است.
مدارک به‌دست‌آمده از دی‌ان‌ای انسان نشان می‌دهد که انسان خردمند، حدود ۲۰۰٬۰۰۰ سال پیش، از آفریقا سرچشمه گرفته است، در حدود ۵۰٬۰۰۰ سال پیش، تغییرات بسیاری در رفتار او پدید آمد و در همان زمان، مهاجرت را آغاز کرد. انسان خردمند با دیگر انسان‌تباران، بچه‌دار شده‌اند و این باعث شد که پس از انقراض سه گونه دیگر، انسان‌تباران، دی‌ان‌ای آن‌ها همچنان در انسان خردمند، موجود باشد. انسان خردمند، حامل دی‌ان‌ای انسان‌تبار دنیسووا، انسان نئاندرتال و گونه‌ای دیگر که هنوز شناسایی نشده می‌باشد. افرادی که دارای‌تبار غیرآفریقایی هستند، بین ۲ تا ۴ درصد دی‌ان‌ای نئاندرتال‌ها را دارا هستند، ۳ تا ۴ درصد دی‌ان‌ای بومیان ملانزی، متعلق به انسان‌تبار دنیسووا است، و دی‌ان‌ای گروهی از شکارچی-گردآورنده آفریقایی، متعلق به گونه‌ای است که هنوز شناسایی نشده است. این انسان‌ها هوش بالا، توانایی تجزیه و تحلیل، زبان سخن گفتن، درون‌گرایی و احساسات داشتند. این استعدادها همراه با یک بدنِ راست‌قامت با توانایی راه رفتن و بازوان آزاد برای گرفتن اشیاء، انسان‌ها را به رفتن سفرهای طولانی (مانند مهاجرت) و استفاده از ابزارها توانا ساخت. این انسان‌ها با مهاجرت تقریباً در تمامی نقاط جهان به جز نواحی غیرقابل سکونت (مانند جنوبگان) ساکن شده‌اند. اما از قرن بیستم میلادی وسعت سکونت انسان‌ها به جنوبگان (توسط پایگاه‌های دائمی)، دریاها (توسط سکوها) و مدار زمین (توسط ایستگاه فضایی بین‌المللی) افزایش یافته است.
انسان‌ها همه‌چیزخوار و قادر به مصرف مواد گیاهی و جانوری بسیار متنوعی هستند و از زمان انسان راست‌قامت از آتش و سایر اشکال گرما برای تهیه و طبخ غذا استفاده می‌کردند. انسان‌ها تأثیر شگرفی بر محیط زیست داشته‌اند. آن‌ها شکارچی رأس هرم هستند و به ندرت توسط گونه‌های دیگر شکار می‌شوند. رشد جمعیت انسان، صنعتی‌سازی، توسعهٔ ارضی، مصرف بی‌رویه و احتراق سوخت‌های فسیلی منجر به تخریب و آلودگی محیط زیست شده است که به‌طور قابل توجهی در  انقراض جمعی مستمر سایر اشکال حیات نقش دارد. در سدهٔ گذشته، انسان‌ها محیط‌های چالش‌برانگیزی مانند جنوبگان، ژرف‌دریا و ماورای جو را کشف کرده‌اند. سکونت انسان در این محیط‌های ناسازگار محدود و پرهزینه است، معمولاً مدت زمان کوتاهی دارد و محدود به سفرهای هدفمندِ علمی، نظامی یا صنعتی است. انسان‌ها از ماه دیدن کرده‌اند و در دیگر اجرام آسمانی از طریق فضاپیمای روباتیکِ ساختهٔ بشر حضور داشته‌اند. از اوایل سدهٔ بیستم، حضور مداوم انسان در قطب جنوب از طریق ایستگاه‌های پژوهشی و از سال ۲۰۰۰، حضور در فضا از طریق سکونت در ایستگاه فضایی بین‌المللی وجود داشته است. انسان می‌تواند تا هشت هفته بدون خوراک و چندین روز بدون آب زنده بماند. انسان‌ها معمولاً روزگرد هستند و به‌طور میانگین هفت تا نه ساعت در روز می‌خوابند. زایمان آن‌ها خطرناک است، به‌طوری که خطر بالای عوارض و مرگ وجود دارد. غالباً، هم مادر و هم پدر از فرزندان خود (که در بدو تولد درمانده هستند)، مراقبت می‌کنند.

## ریشه‌شناسی واژه (اتیمولوژی)
برابر پارسیِ واژهٔ انسان واژهٔ مردم است. ریشهٔ واژهٔ مردم واژه‌های مَرِتَ، مَرِثَ، مَردْ یا مَرتو است که واژه‌های مردم، مردمان و دیگر واژه‌های همپیوند از آن ساخته شدند. واژهٔ مردم ریشه در زبانِ پهلویِ اشکانی و پهلویِ ساسانی و فارسیِ باستان دارد و ریشهٔ همهٔ این واژگان از زبانِ اوستایی برآمده است. واژهٔ مردم در شاهنامهٔ فردوسی بارها آمده است مانند این رج در آغاز شاهنامه ـ گفتار اندر آفرینش مردم: چو زین بگذری مردم آمد پدید / شد این بندها را سراسر کلید؛ که مردم در این رج یا بیت یعنی انسان. یا در این رج: هنر، مردمی باشد و راستی / ز کژّی بود کمی و کاستی: مردمی در این رج (بیت) یعنی انسانیت.
همانند زبان انگلیسی که واژه مَرد (Man) بر حسب جمله و کاربرد، معنای «بشر یا انین» نیز می‌دهد. در برخی منابع، اومان یا هومان (از فرانسوی: Humain) گفته می‌شود.
«انسان» در ظاهر یک وام‌واژه از زبان عربی است که پس از اسلام وارد زبان فارسی شد. در اینکه انسان به چه معناست، دو قول مطرح است:
1. عده ای می‌گویند انسان، از نَسِیَ (به معنای نسیان) است؛ به این بیان که وقتی انسان، قولی که به خدایش داده بود (که کسی غیر او را نپرستد) را فراموش کرد (و بت‌پرست شد) این نام بر او گذاشته شد.
2. برخی دیگر ریشهٔ انسان را واژهٔ «اُنس» می‌دانند.

واژهٔ آدم دارای ریشه عبری و بشر نیز دارای ریشهٔ عربی است.

## زیست‌شناسی

### فیزیولوژی و ژنتیک
نوع بدن انسان‌ها اساساً متغیر است. اگر چه اندازه بدن انسان‌ها عمدتاً به مسائل ژنتیکی و از آن گذشته به عادت‌های غذایی و ورزش بستگی دارد.
برخلاف بیشتر پستانداران، انسان توانایی راه رفتن بر روی دو پا را دارد. بدین ترتیب زندگی با بازوان آزاد و کنترل اشیاء به وسیلهٔ دستها فراهم است.
با اینکه انسان در مقایسه با بسیاری از پستانداران، بی مو است، در عوض، رشد موی انسان‌ها عمدتاً در قسمت‌های بالای سر، زیر بغل و دور آلت تناسلی می‌باشد. انسان‌ها نسبت به شامپانزه‌ها دارای پیازهای موی بیشتری در بدن خود چه در زنان و چه در مردان هستند، اما دیدن آن‌ها مشکل است.
رنگ مو و پوست انسان‌ها به وجود رنگدانه‌ها بستگی دارد. رنگ پوست انسان‌ها می‌تواند قهوه‌ای خیلی تیره یا صورتی کمرنگ بسته به تعداد رنگ‌دانه‌ها باشد، محدوده رنگ موی انسان‌ها از بور تا قهوه‌ای، قرمز ولی به‌طور عادی مشکی می‌باشد.

### چرخهٔ زندگی

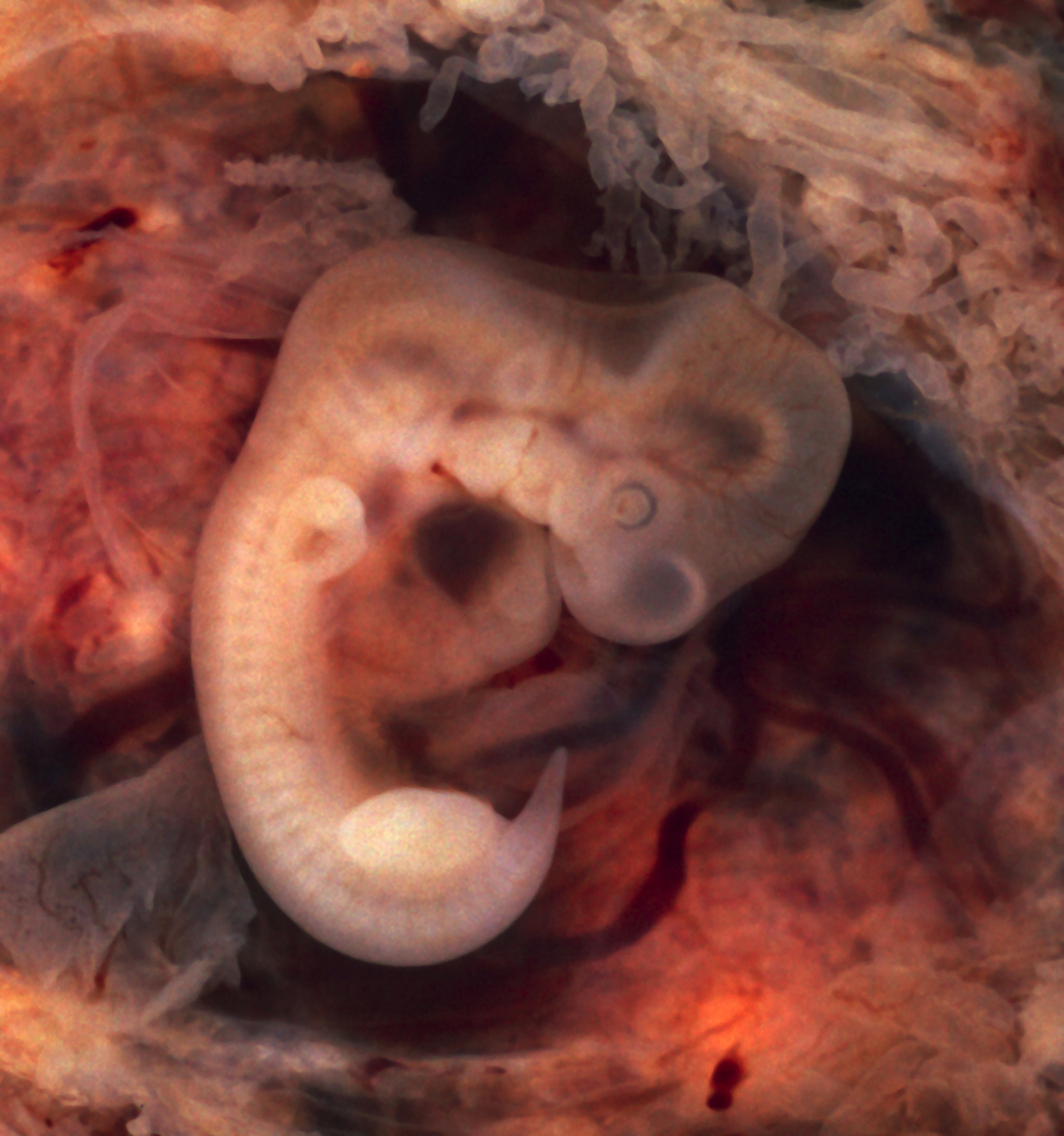
جنین انسان در هفتهٔ پنجم

چرخه زندگی انسان همانند بسیاری از پستانداران است. لقاح تخمک درون رحم زن، یک جنین را ایجاد می‌کند. زمانی که یک دوره سی و هشت هفته‌ای (معادل ۹ ماه) از بارداری گذشت و جنین به‌طور کامل رشد کرد طی فرایند زایمان از بدن زن خارج می‌شود و به‌طور مستقل برای اولین بار به عنوان یک کودک نفس می‌کشد. کودک در جوامع نوین به عنوان یک شخص به‌طور کامل مورد حمایت قانون است.
در مقایسه با گونه‌های دیگر، زایمان انسان‌ها خطرناک است. این عمل دردناک در برخی موارد بعد از بیست و چهار ساعت یا بیشتر که غیرطبیعی نیست منجر به مرگ مادر یا کودک شده است.

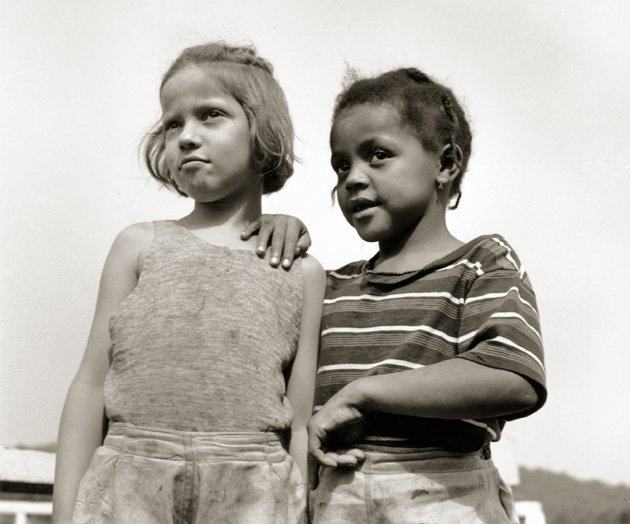
عکس گرفته شده از دو کودک دختر در تاریخ آگوست ۱۹۴۳ در اردوی سال نو بین نژادهای مختلف

در کشورهای توسعه یافته به‌طور میانگین کودکان ۳ تا ۴ کیلوگرم (۶ تا ۹ پوند) وزن دارند و قد آن‌ها نیز بین ۵۰ تا ۶۰ سانتی‌متر (۲۰ یا ۲۴ اینچ) در زمان تولد می‌باشد. وزن کم کودکان در زمان تولد در کشورهای در حال توسعه رایج است و همین مسئله سبب سطح بالایی از مرگ و میر کودکان در این مناطق می‌شود.
مراحل زندگی انسان‌ها متفاوت است ولی به ترتیب مرحله به: نوزاد، کودک، نوجوان، جوان، بزرگ‌سال، میان‌سال و کهن‌سال تقسیم می‌شود.
در مقایسه با دیگر پستانداران، انسان تنها جانداری است که در دوره نوجوانی ۲۵٪ از رشد خود را با سرعت انجام می‌دهد، برای مثال در شامپانزه‌ها این مقدار ۱۴٪ است.
در انسان‌ها یک تفاوت مهم در امید به زندگی آن‌ها در نقاط مختلف جهان وجود دارد. به‌طور کلی در کشورهای عقب مانده میانگین سنی ۵۶ سال می‌باشد. در کشورهای در حال توسعه یا کمتر توسعه یافته میانگین سنی ۶۵ سال است. عمر متوسط در هنگ کنگ چین و ژاپن به عنوان دونرخ بسیار بالا، ۸۲ سال است. در صورتی که در سوآزیلند آفریقا بخاطر بیماری ایدز میانگین امید به زندگی ۴۵٫۸ سال است.
تعداد افراد صد ساله در جهان توسط سازمان ملل (در سال ۲۰۰۲) ۲۱۰٬۰۰۰ نفر اعلام شده است.
بر طبق کتاب زیست‌شناسی تکوینی، نوشته اسکات گیلبرت جلد دوم صفحه ۶۴۴، حداکثر عمر گونه انسان ۱۲۱ سال است.

### عادت‌های غذایی
انسان‌ها، جانوران همه‌چیزخواری هستند که قادرند هم فراورده‌های گیاهی و هم جانوری را مصرف کنند. پس از دوران عصر یخ، انسان‌ها می‌خواستند تا پرورش گیاهان و جانوران را تحت کنترل خود بگیرند تا بدین وسیله خود را ایمن سازند. این مسئله منجر به پیدایش کشاورزی شد و شیوه‌ای که غذا طی آن به دست می‌آمد را تغییر داد.
انسان اگرچه از گروه همه‌چیزخواران است اما از آن دسته پستاندارانی نیست که بتواند بدون مشکل گوشت خام را بگوارد و تا زمانی که توانست ارتباطی بین آتش و غذای خام بیابد، گیاهخوار و دانه‌خوار ماند. دوره‌هایی از همنوع‌خواری و درندگی را گذراند تا حدود یک میلیون سال پیش که انسان‌ها در آفریقا شروع به پخت‌وپز کردند، خام‌خوار بود.

## روان‌شناسی

طرح ساده مغز انسان از نیم رخ، کشیده شده توسط میکل آنژ

مغز در انسان به عنوان مرکز دستگاه عصبی، نقش اصلی کنترل سیستم عصبی خارجی را بر عهده دارد. مغز کنترل‌کننده فعالیت‌های سطح پایین و غیرارادی بدن مانند هضم و تنفس است و از طرفی وظیفه کنترل فعالیت‌های سطح بالا و خودآگاه مانند تفکر و استدلال را نیز بر عهده دارد. این فعالیت‌های شناختی مغز و همچنین نتایج رفتاری آن‌ها مبنای تحقیقات در علم روان‌شناسی را تشکیل می‌دهد.
با توجه به قابلیت‌های بالای مغز انسان در فعالیت‌های پیچیده و سطح بالا، مغز انسان به عنوان هوشمندترین مرکز عصبی در بین تمامی گونه‌های جانوری شناخته می‌شود. در حالی که بسیاری از جانوران قادر به ساختن ساختارها و استفاده از ابزارهای ساده — بیشتر با استفاده از غریزه یا تقلید — هستند، مغز انسان قادر به پدیدآوردن ساختارهای بسیار پیچیده و وسیع است و این قابلیت به‌طور واضحی در طول زمان روشن شده است. حتی ابزارها و بناهای ساخته شده به وسیله انسان‌های اولیه هم بسیار پیشرفته‌تر از هر ابزار یا بنایی بودند که به وسیله جانوران ساخته شده یا می‌شوند.
با وجود قابلیت‌های شناختی پیشرفته در انسان، می‌توان بسیاری از این قابلیت‌ها را به‌طور ابتدایی در بقیه گونه‌های جانوران یافت. انسان‌شناسی مدرن در تلاش اثبات این موضوع است که «توانایی‌های موجود در مغز انسان در مقایسه با جانوران سطح بالا، گذشته از سطح بالایشان یک سطح از فرگشت هستند و نه یک گونه جدید.»

### هوشیاری و افکار
انسان جانداری است دارای قدرت حل مسئله، که بر همین اساس می‌تواند در مواجهه با مسائل، معماها و فرمول‌های ریاضی بسته به نوع (دشواری و آسانی مسئله) به حل آن‌ها بپردازد. در طول زمان مسائل و مشکلات زیادی برای بشر پیش آمده و هر کدام درگیری‌های ذهنی را ایجاد کرده‌اند ولی انسان از بی‌جواب گذاشتن این مسائل و مشکلات کوتاه نیامده و با تلاش جدی در پی پاسخی برای آن کوشیده است. انسان با تدبیر و تلاش خود کوشیده تا هر روز زندگی بهتری نسبت به گذشته خود داشته باشد، بدین معنی که همواره فن‌آوری پیشرفته تری را ایجاد نموده و سهولت بیشتری فراهم نماید. پس ماشین‌های دست‌سازی که بشر ساخته است کارهای او را انجام می‌دهد و خود به استراحت و آسایش بیشتر می‌پردازد.

### تمایلات جنسی و عشق
برای عشق در طول ادوار گوناگون فلاسفه و محققان نظرات گوناگونی ارائه کرده‌اند. تا قبل از قرن گذشته و قبل از تحقیقات علمی و فیزیولوژیک مدرن شاید بتوان دو نحله مختلف فکری را عنوان کرد نخست عرفاً که عشق را ودیعه‌ای الهی و بند اتصال انسان و هستی به خداوند می‌پنداشتند که در این راه شعراء اشعار و نویسندگان آثار بسیاری پدیدآورده‌اند؛ و اما گروه دوم فلاسفه بودند که هر کدام حسب جهان بینی و نگرش خود به گونه‌ای سعی در توصیف آن نموده‌اند. از جمله می‌توان به فیلسوف اثرگذار قرن ۱۹ آرتور شوپنهاور اشاره نمود که عشق را نمودی از اراده بقا در انسان و هستی می‌شناسد.
در حال حاضر علم روان‌شناسی این پدیده را جزوی از ساختار مغز می‌داند.

## تمدن و فرهنگ
مهارت‌های فکری بشریت یک عامل کلیدی در پیشرفت بی‌سابقهٔ این گونه و برتری‌یافتن بر سایر گونه‌ها بشمار می‌رود. اگر انسان‌سانان منقرض‌شده را کنار بگذاریم، انسان‌ها تنها جانورانی هستند که توانائی آموزش اطلاعات کلی و جامع به یکدیگر را دارند. علاوه بر این، انسان‌ها به‌طور غریزی می‌توانند مفاهیم پیچیده را ادراک و به هم‌نوعانشان انتقال دهند، و با کمک یکدیگر (فیزیک جمعی) برای طراحی و ساخت ابزار مورد نیاز یا پختن غذا در وحش اقدام کنند. از دیگر ویژگی‌های منحصر به انسان می‌توان افروختن آتش، گفتار، تقلید صدا و یادگیری آوازی را نام برد.

### زبان
توانایی انسان برای انتقال مفاهیم، ایده‌ها و اندیشه‌ها از طریق سخن گفتن یا نوشتن یکی از توانایی‌های بی‌همتای انسان نسبت به گونه‌های دیگر است. برخلاف روش‌های مکالمه دیگر پستانداران که محدود است، زبان انسان‌ها بسیار گسترده و آزاد بوده و استفاده‌های گوناگونی در موقعیت‌های مختلف دارد.

### لباس
لباس یا پوشاک یکی از نشانه‌های بروز تمدن در انسان می‌باشد و هرچه انسان‌ها متمدن تر از گذشته می‌گردند لباس‌های مدرن تری بر تن دارند به گونه‌ای که لباس را می‌توان نشانه تمدن یک قوم برشمرد.
هر گروه، فرقه یا قوم از انسان‌ها بسته به مکان زندگی، آداب و سنن، سن و جنسیت خود لباس‌های متفاوتی بر تن دارند.
لباس‌ها همچنین در مراسمهای مختلف به زیبایی آن‌ها افزوده و باعث ایجاد شور و نشاط در انسان‌ها می‌گردد.

### فلسفه و خوداندیشی

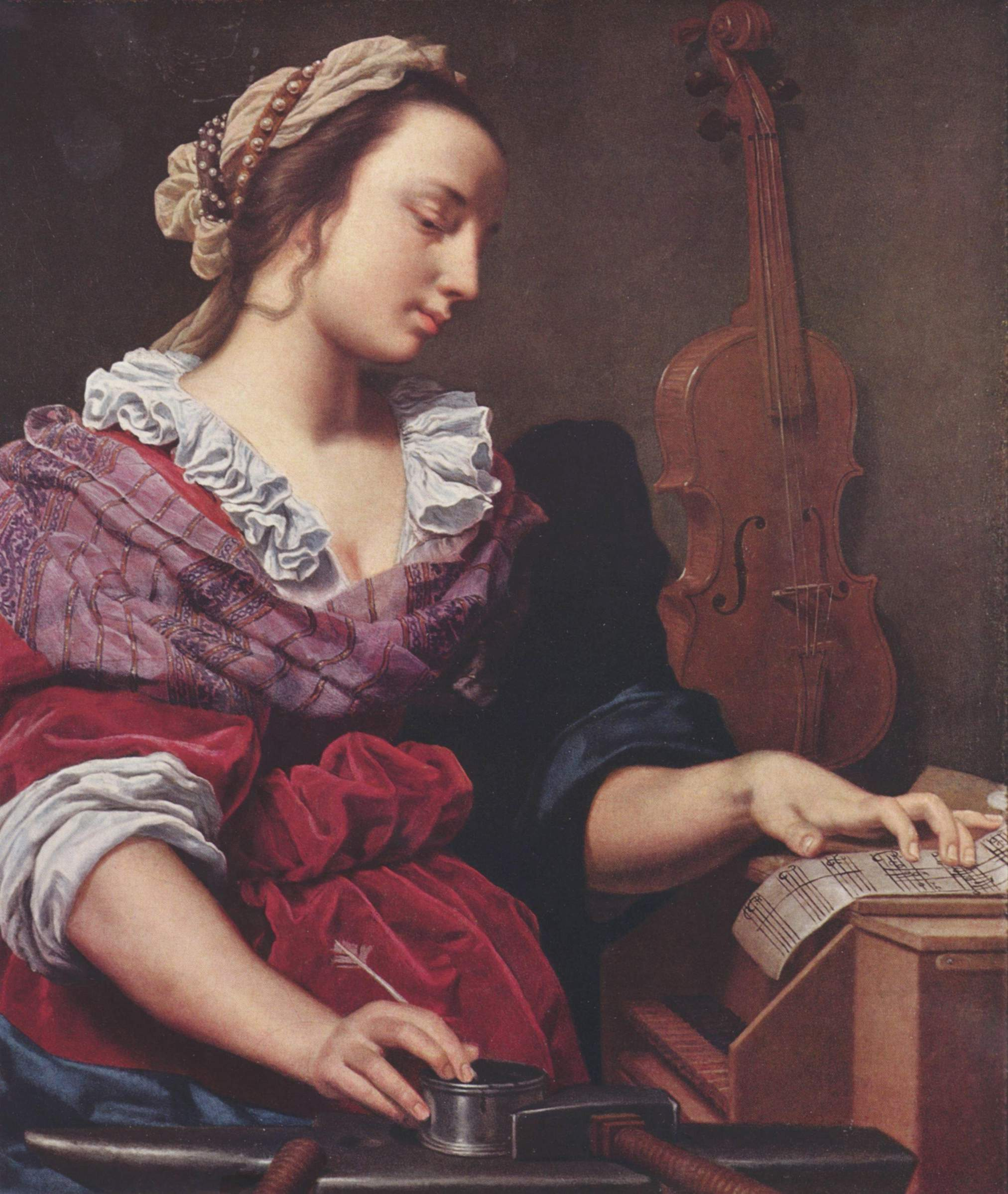
حکایت موسیقی کشیده شده توسط لرنزو لیپی (تقریباً ۱۵۹۴)، نقاشی کشیده شده از یک زن در حال نوشتن نت موسیقی.

### هنر، موسیقی و ادبیات
وجود آثار هنری از گذشته‌های دور در آثار هنری پیش از تاریخ تا آثار هنری عصر جدید با بشریت همراه بوده است. هنر یک نمود غیر جاندار از رفتار انسان‌ها و یک خصوصیت کلیدی متمایزکننده انسان از گونه‌ها دیگر است. هنر قدمت تاریخی نزدیک به ۳۵٫۰۰۰ سال پیش را دارد، درست زمانی که بشر توانست اندیشیدن را آغاز کند.

### نژاد
انسان‌ها معمولاً خود را با توجه به نژاد خود دسته‌بندی می‌کنند و این در حالی است که اعتبار نژاد به عنوان یک دسته‌بندی معتبر بیولوژیکی زیر سؤال است. دسته‌بندی‌های نژادی انسان‌ها معمولاً بر پایه تبار و خصوصیات ظاهری به ویژه رنگ پوست و خصوصیات چهره است. این دسته‌بندی‌ها ممکن است حاوی برخی از اطلاعات مربوط به خصوصیات غیر مشهود انسانی مانند امکان ابتلاء به برخی از بیماری‌های پیشرفته و خاص نیز باشد. امروزه مدارک و شواهد به دست آمده در علم ژنتیک و باستان‌شناسی گواه بر واحد بودن منشأ انسان‌های اولیه در شرق آفریقا دارد. تحقیقات اخیر ژنتیکی نشان داده است که انسان‌های ساکن در آفریقا دارای بیشترین گوناگونی نژادی نسبت به مناطق دیگر جهان هستند. با این حال در مقایسه با بسیاری از جانوران تسلسل نژادی در انسان‌ها بسیار به هم شبیه است.
وجود نژادهای مختلف در جهان همچنین می‌تواند موجب رفتارهای مغایر و برخوردهای نژادپرستانه در بین گروه‌ها و ملیت‌های مختلف شود.

### جامعه، دولت و علم سیاست
تلاش و کوشش انتهاناپذیر بشری به‌منظور دسترسی به آزادی‌های بیشتر و بسط و توسعه دنیای آدمی، و منظور خود از «دنیای آدمی» آن چیزی است که اختلاف انسان را از جانور متمایز می‌سازد.

## تاریخ
انسان نوین حوالی ۲۰۰٫۰۰۰ سال پیش در شرق آفریقا فرگشت یافته است.

## مراحل زندگی انسان
| دوره     | سن                 |
| -------- | ------------------ |
| نوزاد    | (تا ۲ ماهگی)       |
| شیرخوار  | (تا ۱۸ ماهگی)      |
| نوپا     | (۱ تا ۲ سالگی)     |
| نوباوه   | (۲ تا ۵ سالگی)     |
| نونهال   | (۶ تا ۱۲ سالگی)    |
| نوجوان   | (۱۲ تا ۱۸ سالگی)   |
| جوان     | (۱۸ تا ۳۰ سالگی)   |
| بزرگسال  | (۳۰ تا ۵۰ سالگی)   |
| میانسال  | (۵۰ تا ۷۵ سالگی)   |
| سالمند   | (۷۵ تا ۸۰ سالگی)   |
| سالخورده | (۸۰ تا ۸۵ سالگی)   |
| کهنسال   | (۸۵ سالگی و بیشتر) |
| مرگ      | (بخش آخر زندگی)    |